# Dům bytové kultury
Dům bytové kultury (DBK, Domov, žertovně nazývaný ollok, podle písmen „dbk“ v logu) je obchodní dům v Praze 4, nad stanicí metra Budějovická, na Budějovickém náměstí. Jedná se o unikátní obchodní dům, který vznikl podle projektu Věry Machoninové. Adresa budovy je Budějovická 64.

## Popis stavby

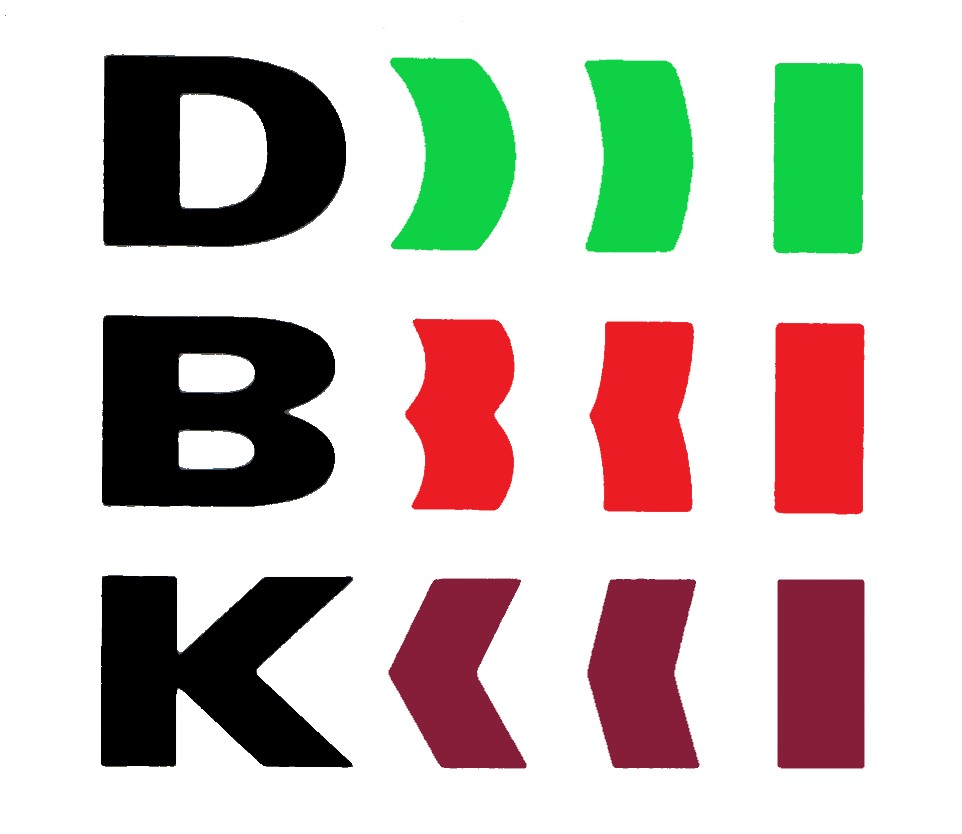
Logo DBK

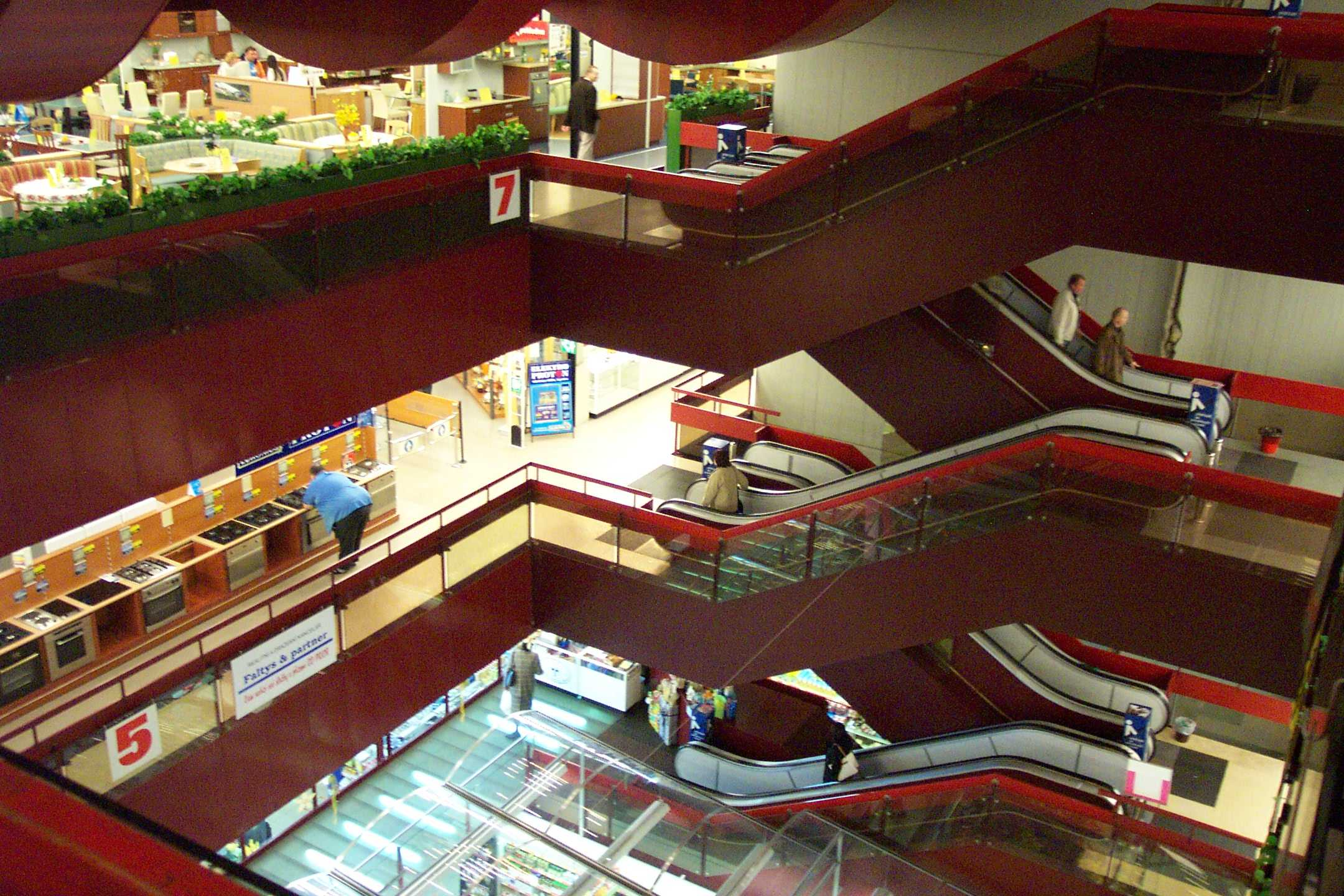
Interiér budovy: Proluka mezi patry posunutými o půl podlaží, využitá pro eskalátory.

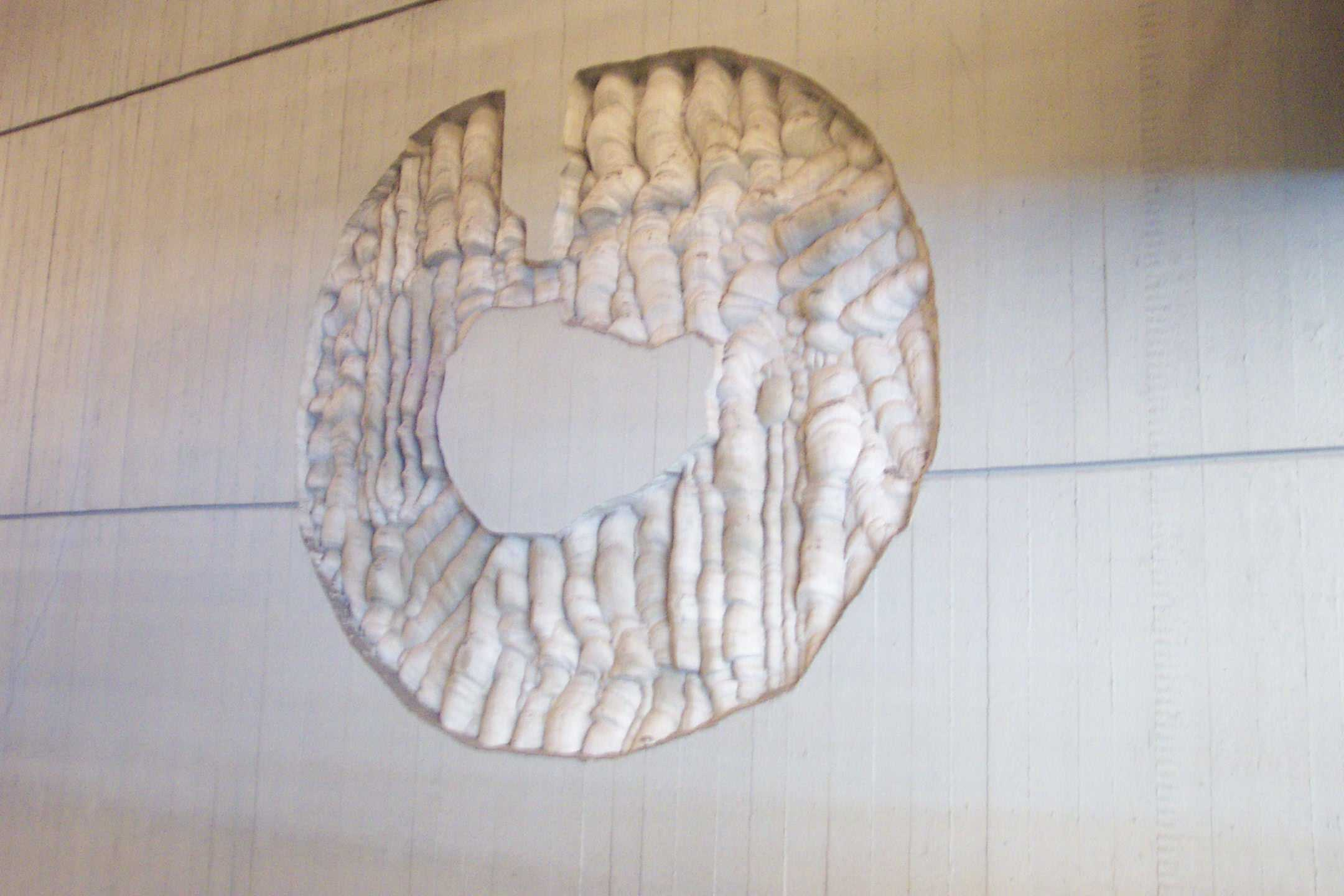
Plastika v nosném betonu, v interiéru stavby (Slavoj Nejdl)

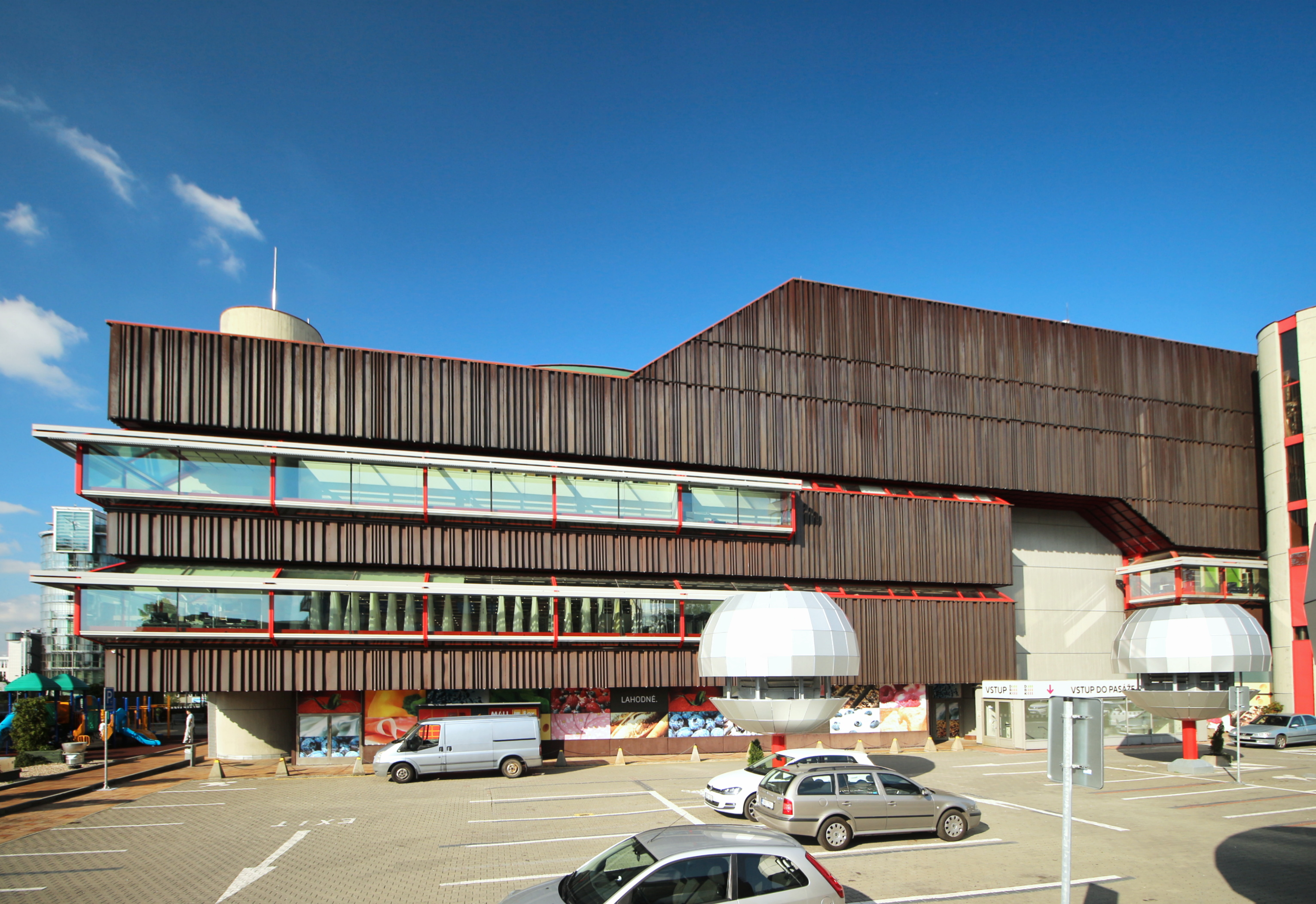
Pohled na DBK od jihozápadu.

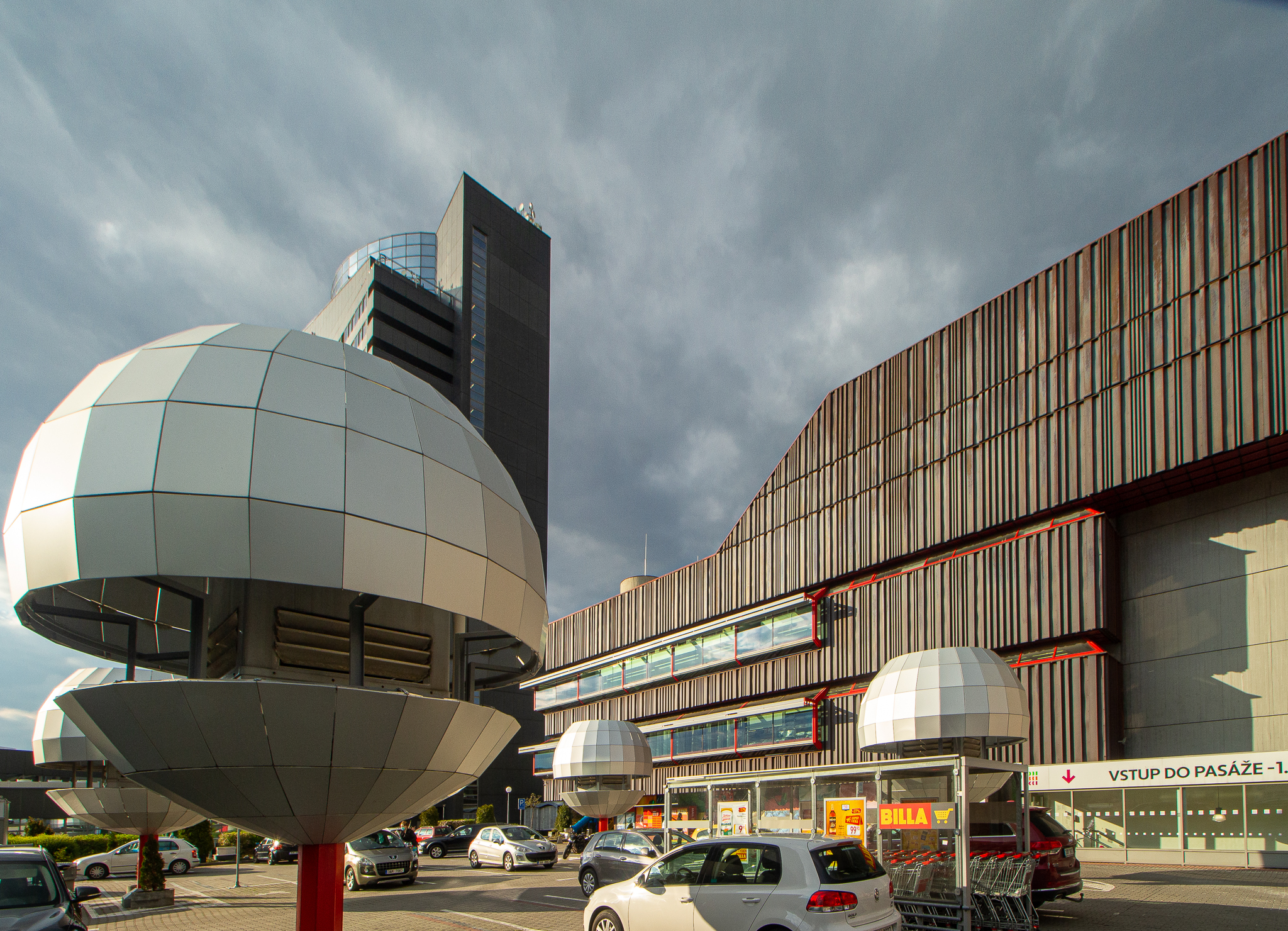
Koule na parkovišti u budovy.

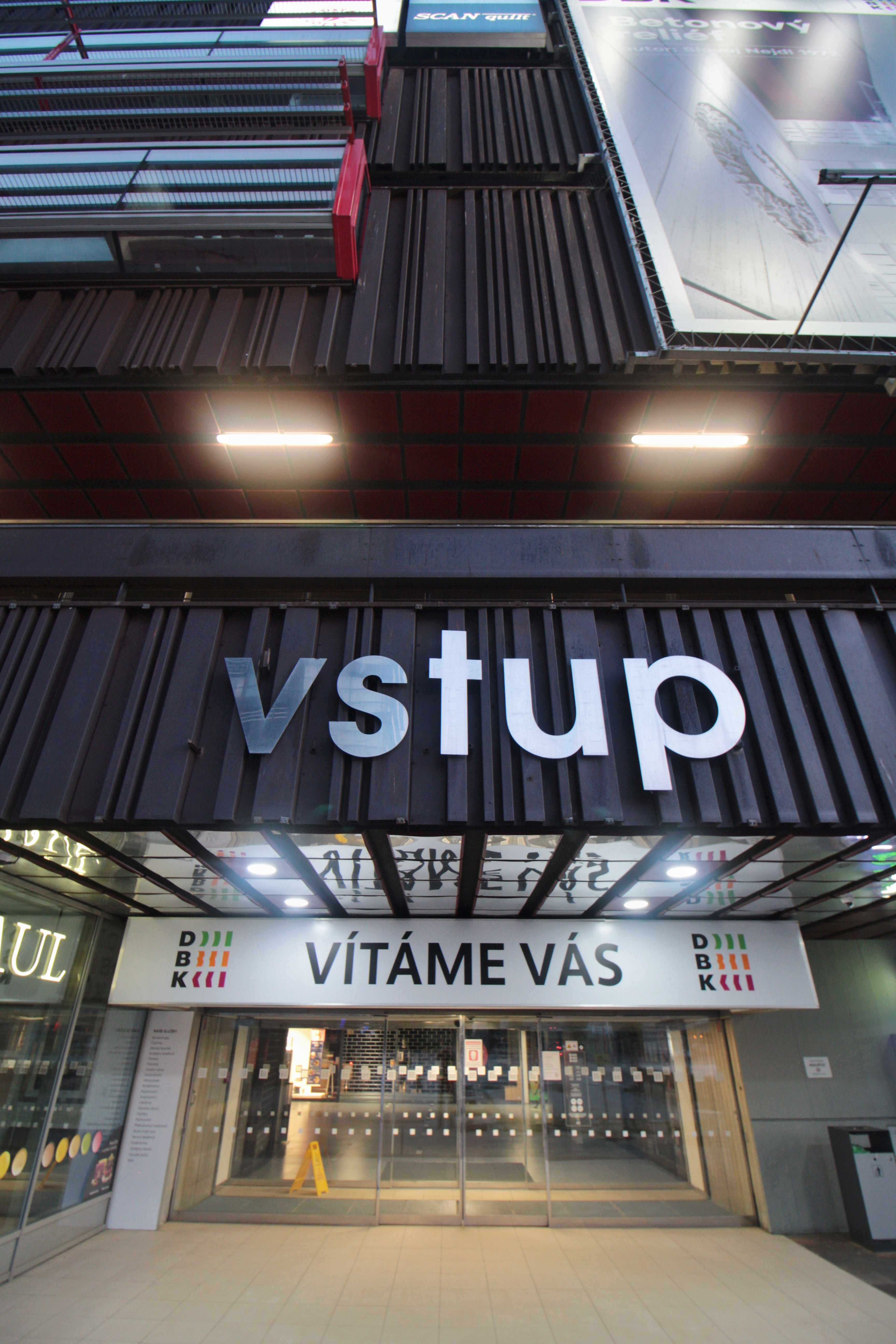
Vstup do objektu.

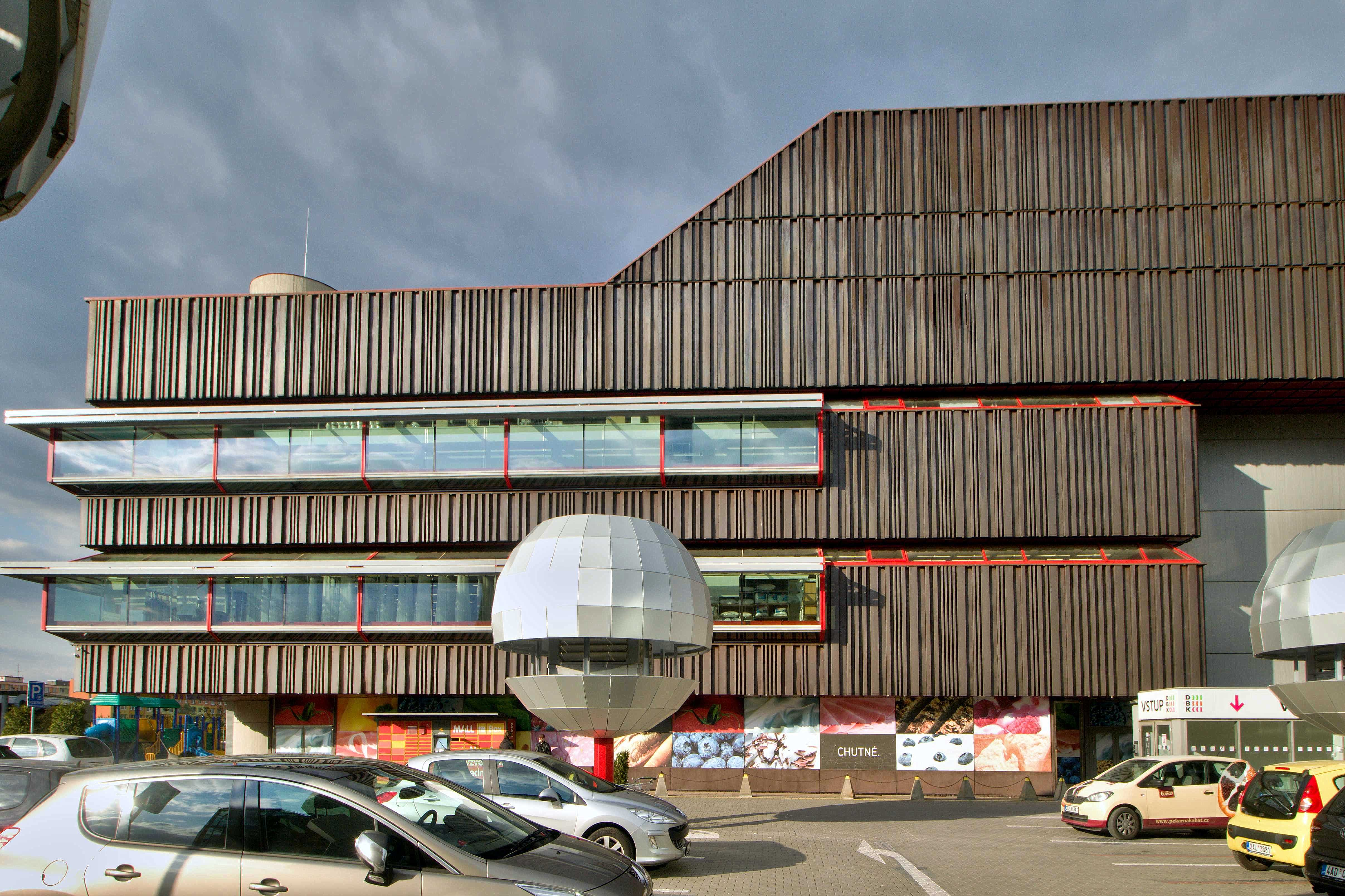
Fasáda Domu bytové kultury.

Jde o relativně rozlehlou stavbu s přibližně čtvercovým půdorysem. Má osm pater, zvenku však působí mnohem nižší. Uvnitř totiž jednotlivá patra nejsou nad sebou – v jedné polovině jsou nad sebou umístěna patra lichá, ve druhé pak patra sudá a vůči sobě navzájem nejsou ve stejné úrovni. Jednalo se o v ČSSR unikátní a nikde jinde nepoužité řešení. Fakticky tedy budova má jen čtyři plnohodnotná nadzemní patra. Důvodem pro toto rozdělení je zvýšená hala v jedné části budovy v přízemí. Uprostřed objektu se potom nachází velký otevřený prostor a po jeho stranách jsou umístěny eskalátory. Tento prostor se však velmi náročně klimatizuje.
Veřejným prostorám v interiéru již od projektu dominuje tmavočerveně mořené dřevo na obkladech stěn, na zábradlí a jako dekorativní prvek zpestřující různá zákoutí. V protikladu je zde použito tmavozeleně mořené dřevo, zejména jako nízké přepážky mezi prodejními odděleními; ve velké míře je užito v technickém a administrativním zázemí budovy (podhledy stropů na schodišti, dřevěné zábradlí). 
Mezi umělecká díla uvnitř budovy patří plastika od Slavoje Nejdla přímo v nosném betonu, dále reliéf „žongléři“ od Václava Markupa a tapisérie „Radost“ od Alice Kuchařové.

### Plášť budovy
Na vnější opláštění stavby byl použit atmofix (obdoba patinující cortenové oceli z USA), československý patent, původně vyvinutý pro ochranu telegrafních sloupů na Sibiři. Jedná se o plechové pláty z oceli vhodného složení, na jejichž povrchu se časem vytváří odolná rez, která je konzervuje proti další korozi. Byly použity také na fasádu OD Kotva a na fasádu Libereckého OD Ještěd. Nápadnými prvky, který se ale objevují na řadě dalších brutalistiních budov rovněž, je vystupující věž se schodištěm s elipsovitým půdorysem, které k budově přiléhá.

### Idea okolí
Navíc byla velice pečlivě vybírána úprava navazujícího okolí (včetně travnatých ploch), proto nelze prohlásit, že by šlo o necitlivě postavenou „krabici“: Součástí celkového projektu byly i projekty okolní zeleně, obchodní pasáže a tří dalších budov na Budějovickém náměstí. V současné době je dodržen původní projekt (bez konceptu zeleně) rozmístění dalších budov – ale pouze v hmotovém měřítku: Výtvarně, tvarově a barevně stavby, které vznikly nejbližším okolí DBK, bohužel stavbu obchodního domu zatlačují a znehodnocují v celkovém dojmu. Původně se počítalo se „solitérním“ působením všech plánovaných staveb. Stejně jako DBK měly stavby vynikat až sochařským dojmem, s vysoce kladeným důrazem na tvarovaní jednotlivých částí staveb a okolního prostředí.
Z jižní a západní strany (vzdálenější od stanice metra Budějovická) přiléhá k obchodnímu domu parkoviště, které doplňují ikonické světlé kovové „koule“. 

## Historie

### Původní projekt
V rámci tzv. centralizace obchodní sítě v tehdejším Československu bylo rozhodnuto o výstavbě velkých obchodních domů ve větších městech země. Vysloveně obchodní dům, který by nabízel pouze nábytek, nicméně v celé zemi tehdy jako takový nebyl. Volba na prostor stanice metra Budějovická padla v souladu s tehdy přijímaným názorem budovat servisní a obchodní centra v Praze přímo na stanicích metra nebo v k tomu vyčleněných oblastech, jak dokládá např. územní plán Prahy z roku 1964 i pozdější. Investorem byla společnost Oborový podnik nábytek.
Padlo rozhodnutí, že prostor nad stanicí metra Budějovická připraví Věra Machoninová. Toto bylo učiněno přímo, bez jakékoliv soutěže. Ta v roce 1969 připravila návrh, který zahrnoval celkovou podobu Budějovického náměstí. V duchu tehdejších přístupů k urbanismu mělo být náměstí rozčleněno úrovňově; některé úrovně byly určeny pro dopravu, jiné pro pěší, jiné pro obchody apod. Jednotlivé části měly být spojeny lávkami. Z původní vize se nicméně zrealizoval pouze tento dům a prostor nad samotnou stanicí metra. Nevznikl tak hotel ROH ani další administrativní budovy nebo kino.
Dům bytové kultury se stal jedním z nejvýznamnějších a také nejznámějších děl zmíněné Věry Machoninové, která spolupracovala velice často se svým manželem Vladimírem Machoninem. Budova Domu bytové kultury je ovšem samostatný projekt pouze Věry. 
Manželům Machoninovým byla nicméně zakázána činnost krátce před otevřením jejich společného díla – obchodního domu Kotva na pražském náměstí Republiky. Projekt Domu bytové kultury byl však již v té době schválen k realizaci. Autorka kvůli politicky motivovanému zákazu veřejně tvořit mnoho svého času trávila při odborném autorském dohledu při stavebních pracích. Díky tomu vznikl unikátní celek – podle slov architektky „reprezentativní výstavní plocha nábytku“.
„DBK bylo sice postaveno za socialismu, ale navrženo bylo už v roce 1968 a reprezentuje jedno z vrcholných děl poválečné brutalistní architektury u nás. Patří mezi výjimečné stavby srovnatelné s nejzajímavějšími brutalistními realizacemi v Evropě.“ — marketing DBK  

### Realizace
Výstavba budovy trvala devět let (1972–1981); po otevření byla označena za dům 21. století. První zákazníci mohli jeho útroby spatřit dne 29. května 1981. Stavba probíhala souběžně se stanicí metra (s historicky prvním úsekem pražského metra), dokončena však byla až po deseti letech, neboť jej realizoval jiný subjekt, než obchodní domy Máj nebo Kotva. Dodavatelé, kteří se podíleli na výstavbě, byly společnosti z tehdejšího Československa, nebyly dováženy žádné prvky ze zahraničí.[zdroj⁠?!]

### Provoz
Interiér obchodního domu byl laděn po svém dokončení do odstínů oranžové, červené a hnědé barvy. Ta vizuálně sjednocovala prostory pro zákazníky; servisní části byly označeny zeleně a prostory kinosálu potom modrou barvou. Dominantní ráz barev zajišťovaly nápadné prvky z mořeného dřeva. Jednotlivá patra obchodního domu měla vlastní barvy a celý obchodní dům měl svoji vizuální identitu. Pro obchodní dům bylo vyvinuto specifické písmo, které připravil grafik Jiří Rathouský.
První a druhé patro nicméně sloužilo tehdy jako zázemí a pro veřejnost bylo možné nakupovat až od třetího patra výš.
Ačkoliv měl být obchodní dům jedním ze symbolů dostupnosti zboží a vyspělosti ekonomiky tehdejší ČSSR, i Dům bytové kultury trápily v období socialismu neduhy typické pro celou obchodní síť, tedy rozšířené nedostatky zboží, dlouhé čekací lhůty apod. Nabízel do velé míry hlavně sektorový nábytek a jeho pracovníci byli schopni již v té době připravovat v rámci možností řešení na míru pro potřeby zákazníků. Oblíbený byl hlavně u obyvatel sídlišť, kteří zařizovali nově dokončené byty. Dům měl vlastní katalog i vzorky, podle nichž bylo možné nakupovat nábytek. Bylo zde i studio bytových architektů, kteří zákazníkům poradili sestavit interiér bytu na míru.

### Přestavby a úpravy
Stavba byla schopná konkurovat jiným významným projektům v tehdejším architektonickém světě. Připomíná tvorbu anglického architekta Jamese Stirlinga. 
Budova dosti utrpěla postupnými rekonstrukcemi. Drastická rekonstrukce spojená s likvidací většiny originálního vnitřního vybavení proběhla v polovině 90. let. V letech 1991-1995 zde byla pobočka firmy IKEA. Nacházel se zde první showroom v ČSFR, resp. v Česku. Odchodem řetězce byl objekt opuštěn a později se změnil na klasický obchodní dům, především se sortimentem potravin. Po nějakou dobu byl zařazen pod řetězec obchodů PRIOR. Souvislá plocha uvnitř byla rozdělena a pronajata různým společnostem.
V roce 2006 byla provedena rozsáhlá přestavba, zaměřená zejména na přístupnost (bezbariérovost). Zvýšila se podlahová plocha budovy tím, že administrativní prostory přesunuly z přízemí na střešní nástavbu. I v další dekádě byla přestavována jednotlivá patra, rozšiřováno množství restaurací a služeb na úkor prodejní plochy a zcela zanikl charakter obchodního domu jako místa, kde se pořizoval nábytek.